# Turčević Polje
Turčević Polje – wieś w Chorwacji, w żupanii bielowarsko-bilogorskiej, w mieście Grubišno Polje. W 2011 roku liczyła 44 mieszkańców.